# موش سرباریک اتیوپی
موش سرباریک اتیوپی (نام علمی: Stenocephalemys albocaudata) نام یک گونه از سرده موش‌های سرباریک است.